# Miss DuPont
Pour les articles homonymes, voir Dupont ou Dupond.
Patricia Hannon — née le 28 avril 1894 à Frankfort (Kentucky), morte le 6 février 1973 à Palm Beach (Floride) — est une actrice américaine du muet, connue sous le nom de scène de Miss DuPont.

## Biographie
Patricia Hannon a une carrière assez brève au cinéma (exclusivement muet), apparaissant dans vingt-huit films américains où elle est généralement créditée « Miss DuPont ». Son premier film, comme « Patricia Hannan » (sic), est Lombardi, Ltd. (en) de Jack Conway (avec Bert Lytell et Alice Lake), sorti en 1919.
Par la suite, citons Folies de femmes d'Erich von Stroheim (1922, sans doute son film le plus connu, avec le réalisateur, Maude George et Mae Busch), La Première Femme de Sidney Franklin (1923, avec Monte Blue et Marie Prevost), Raffles (en) de King Baggot (1925, avec House Peters et Hedda Hopper), Une femme sans mari d'Hobart Henley (1925, avec Norma Shearer et Lew Cody), ou encore Mantrap de Victor Fleming (1926, avec Clara Bow et Ernest Torrence).
Ses deux derniers films sortent en 1927, dont Hula du même Victor Fleming (avec Clara Bow et Clive Brook), où elle est créditée « Patricia Dupont ». Mariée peu après (début 1928), elle se retire alors définitivement de l'écran.

## Filmographie partielle
- 1919 : Lombardi, Ltd. de Jack Conway : Muriel
- 1921 : L'Éveil de la bête (Prisoners of Love) d'Arthur Rosson : rôle non-spécifié
- 1921 : The Rage of Paris de Jack Conway : Joan Coolidge
- 1922 : Folies de femmes d'Erich von Stroheim : Helen Hughes
- 1922 : The Golden Gallows de Paul Scardon : Willow Winters
- 1923 : The Common Law de George Archainbaud : Lily Neville
- 1923 : La Première Femme (Brass) de Sidney Franklin : Lucy Baldwin
- 1923 : The Broken Wing (en) de Tom Forman : Celia
- 1924 : Son dernier printemps (Sinners in Silk) d'Hobart Henley : Ynez
- 1924 : One Night in Rome de Clarence G. Badger : Zephyer Redlynch
- 1925 : Three Keys d'Edward LeSaint : Alice Trevor
- 1925 : Raffles ou Raffles, the Amateur Cracksman de King Baggot : Gwendolyn Amersteth
- 1925 : Defend Yourself de Dell Henderson : « The Mouse »
- 1925 : Une femme sans mari (A Slave of Fashion), de Hobart Henley : Madeline
- 1926 : Mantrap de Victor Fleming : Mme Barker
- 1926 : Good and Naughty de Malcolm St. Clair
- 1926 : Florida (Good and Naughty) de Malcolm St. Clair : Claire Fenton
- 1926 : That Model from Paris de Louis J. Gasnier : Lila
- 1927 : Hula de Victor Fleming : Margaret Haldane

## Galerie photos

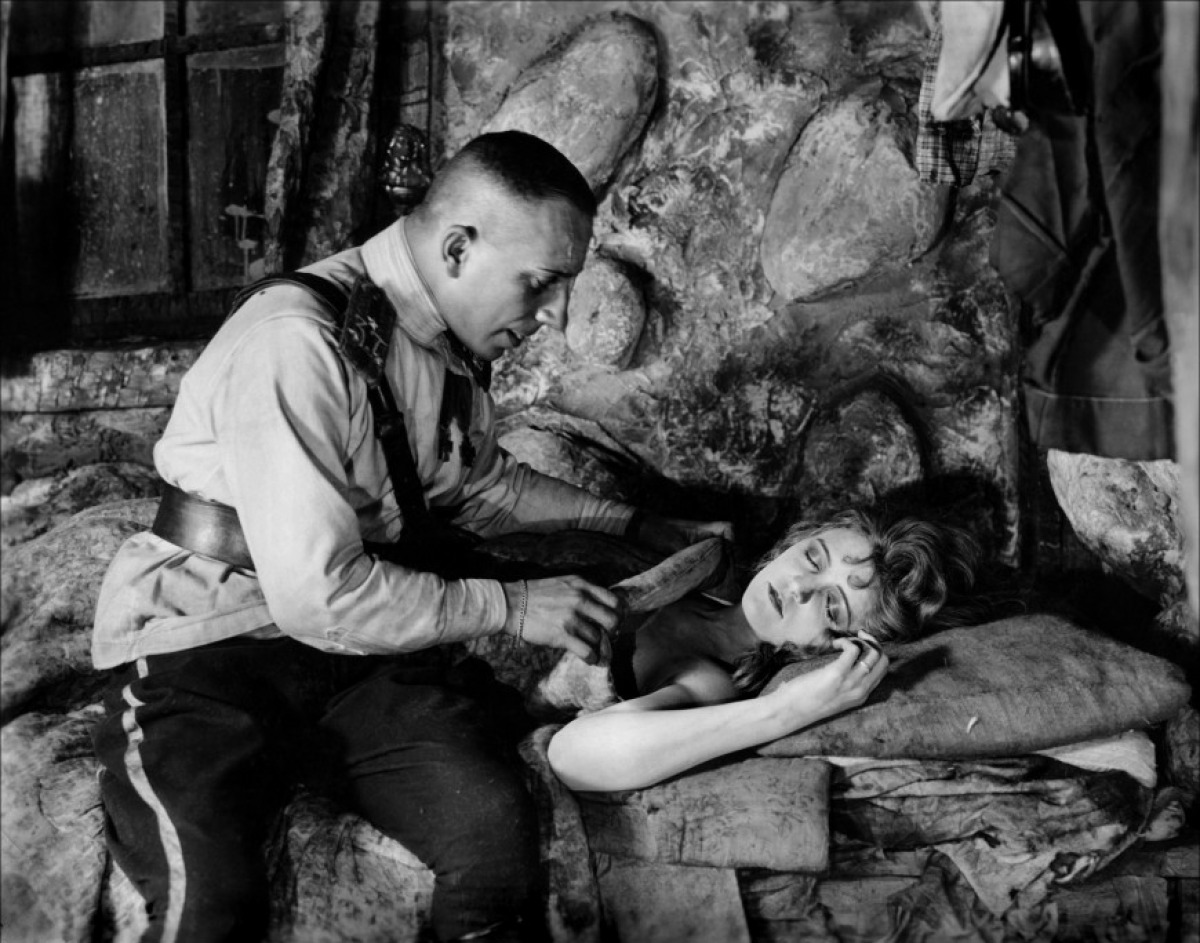
Avec Erich von Stroheim, dans Folies de femmes (1922, photo promotionnelle)
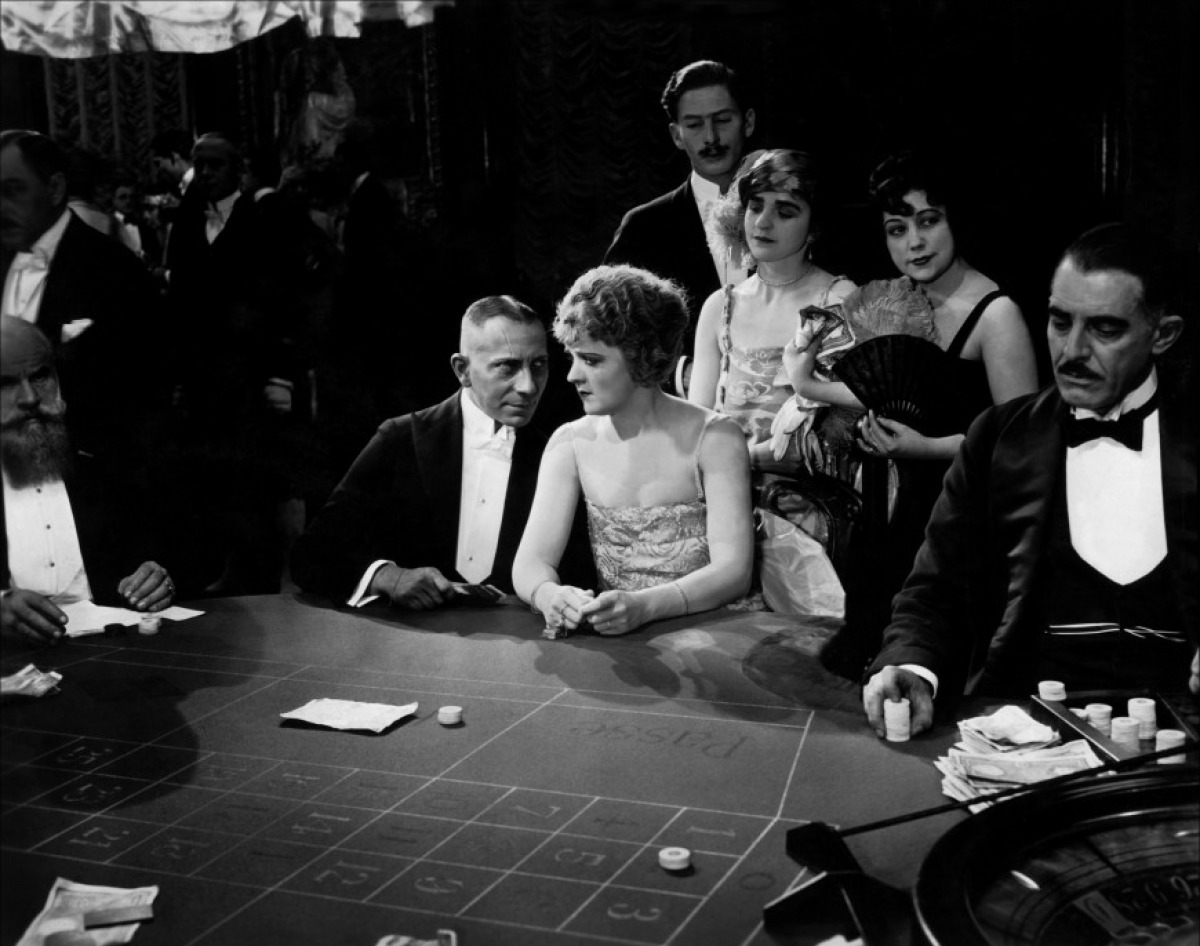
Au centre, avec Erich von Stroheim (autre photo promotionnelle pour Folies de femmes, 1922)
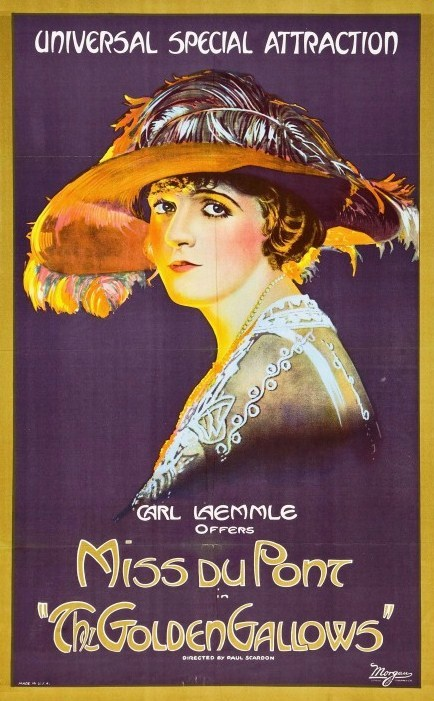
Poster promotionnel pour The Golden Gallows (1922)
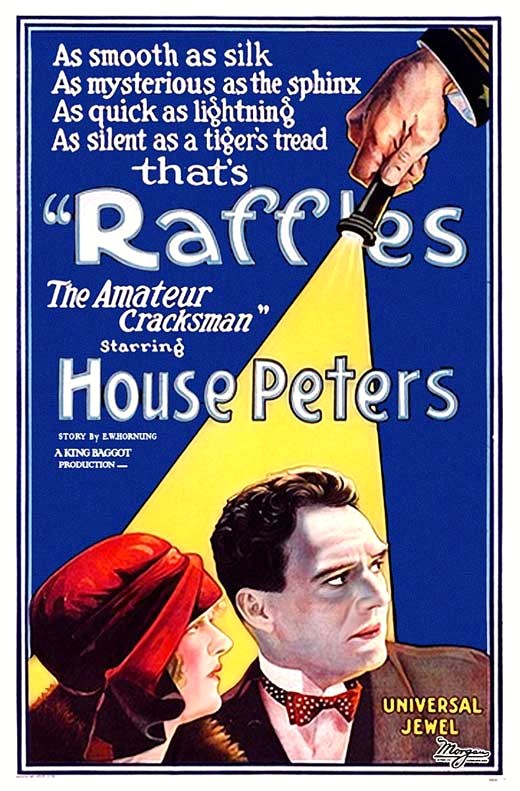
Poster promotionnel pour Raffles (1925)